# Heiligenstadttestamentet

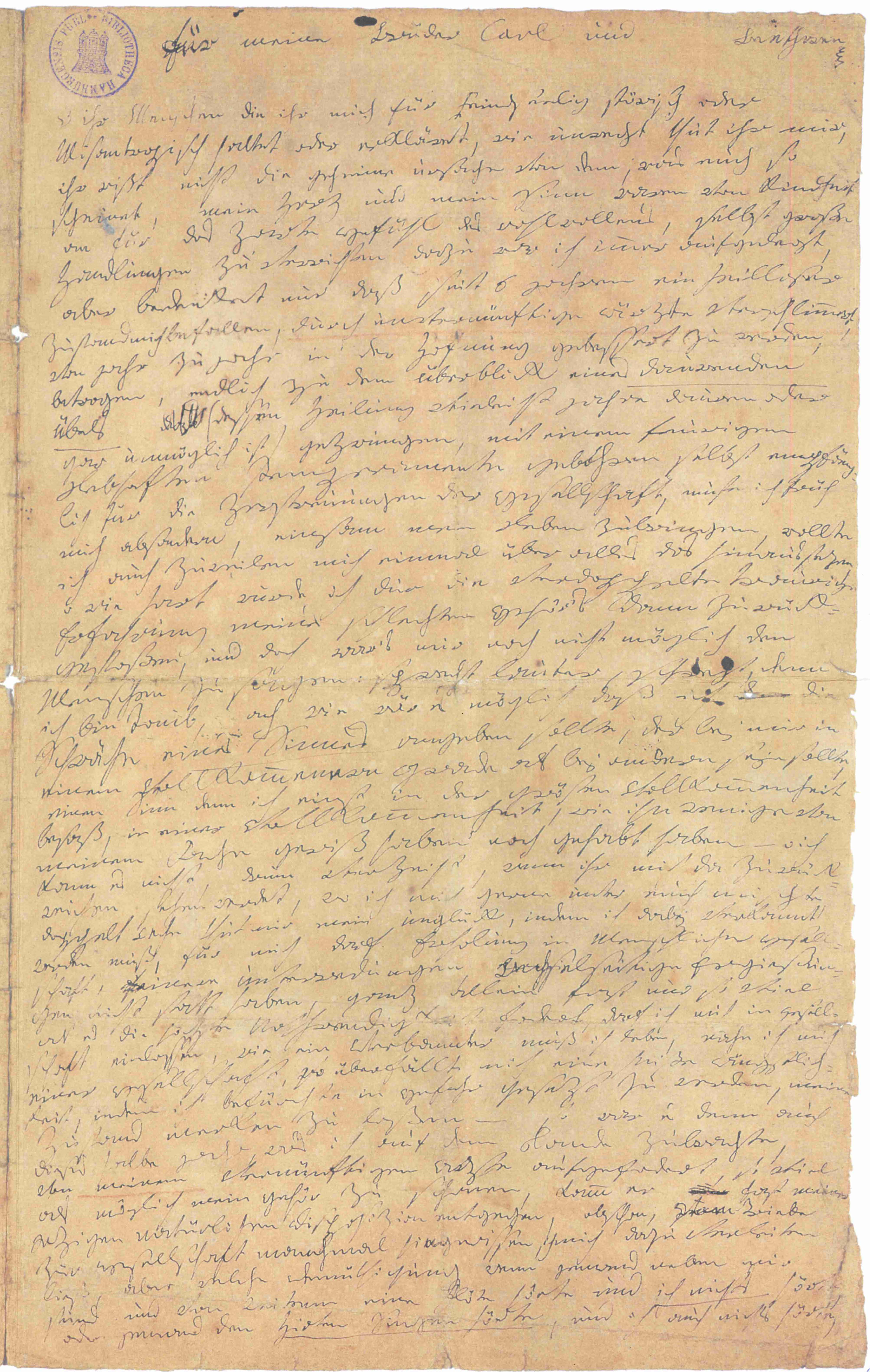
Ett faksimil av Heiligenstadttestamentet

Heiligenstadttestamentet (tyska: Heiligenstädter Testament) är ett brev som Ludwig van Beethoven skrev i Heiligenstadt (idag en stadsdel i Wien) till sina bröder Carl och Johann den 6 oktober 1802. I brevet uttrycker Beethoven förtvivlan över sin tilltagande dövhet samt en önskan att trots sina fysiska och emotionella tillkortakommanden kunna fullfölja sin artistiska bana. Han höll brevet gömt bland sina privata tillhörigheter i resten av sitt liv och visade det troligen aldrig för någon. Det upptäcktes i mars 1827, efter Beethovens död, av Anton Schindler och Stephan von Breuning, som lät publicera brevet i oktober samma år. 
En något märklig omständighet kring brevet är att medan Carls namn finns med i brevet nämns inte Johanns namn någonstans, utan där hans namn skulle ha stått är det luckor. Ett flertal teorier kring orsaken till detta har lanserats. En är att Beethoven skulle ha varit osäker på om brodern Johann skulle nämnas vid sitt fullständiga namn (Nikolaus Johann) i detta halvt juridiska dokument. En annan tänkbar förklaring som förts fram är att Beethoven hade blandade känslor för sina bröder, en tredje är att Beethoven kände ett starkt hat gentemot sin och brödernas alkoholiserade och våldsamme far (som varit död i 10 år när brevet skrevs), som också hette Johann.

## Källa
- Lockwood, Lewis (2003). Beethoven: The Music and the Life. New York, NY: W.W. Norton & Company. ISBN 0-393-32638-1.